# Узкое (озеро, Великобагачанский район)
Узкое (укр. Вузьке) — озеро в Великобагачанском районе Полтавской области Украины. 
Озеро Узкое находится на южной окраине села Матяшовка,  в долине реки Псёл, возле разъезда железной дороги Киев-Харьков. Из озера берёт начало река Узкая. Максимальная глубина 9 метров.
Озеро является местом для отдыха, оборудован пляж.